# IWI Dan
IWI Dan — израильская снайперская винтовка с продольно-скользящим затвором производства компании Israel Weapons Industries (IWI). Он назван в честь древнего города Дан. Винтовка рассчитана на мощный патрон .338 Lapua Magnum, и её основным назначением является дальняя снайперская стрельба, а также ограниченное применение против материальных средств. IWI DAN имеет точность меньше одного MOA на дальности в 1200 метров.
Винтовка была разработана доктором Нехемией Сиркисом в сотрудничестве со спецназом Армии обороны Израиля.

## История
Винтовка IWI DAN впервые была представлена на выставке Eurosatory 2014.